# Lipowiec (Ostróda)
Lipowiec (deutsch Lindenberg) ist ein Dorf in der polnischen Woiwodschaft Ermland-Masuren. Es gehört zur Gmina Ostróda (Landgemeinde Osterode in Ostpreußen) im Powiat Ostródzki (Kreis Osterode in Ostpreußen).

## Geographische Lage
Lipowiec liegt in der westlichen Mitte der Woiwodschaft Ermland-Masuren, fünf Kilometer südöstlich der Kreisstadt Ostróda (deutsch Osterode in Ostpreußen).

## Geschichte
Das einstige Lindenberg („bei Osterode“) war bis 1945 ein Ortsteil der Gemeinde Buchwalde (polnisch Kajkowo) im ostpreußischen Kreis Osterode. In Kriegsfolge kam das Dorf 1945 mit dem gesamten südlichen Ostpreußen zu Polen und erhielt die polnische Namensform „Lipowiec“. Heute ist es mit dem Sitz eines Schulzenamt (polnisch Sołectwo) eine Ortschaft im Verbund der Gmina Ostróda im Powiat Ostródzki, bis 1998 der Woiwodschaft Olsztyn, seither der Woiwodschaft Ermland-Masuren (mit Sitz in Olsztyn (Allenstein)) zugehörig.

## Kirche
Bis 1945 war Lindenberg bei Osterode evangelischer- und auch katholischerseits zur Stadt Osterode hin orientiert – in der Kirchenprovinz Ostpreußen der Kirche der Altpreußischen Union bzw. im Bistum Ermland. Der Bezug zur Stadt Ostróda gilt für die evangelischen Einwohner noch heute, die nunmehr der Diözese Masuren der Evangelisch-Augsburgischen Kirche in Polen zugeordnet sind. Die römisch-katholischen Einwohner gehören zur Kirche in Kajkowo (Buchwalde) im jetzigen Erzbistum Ermland.

## Verkehr
Lipowiec liegt an einer Nebenstraße, die von Górka (Bergheim) nach Wólka Lichtajńska (Freiwalde) führt. Górka liegt an der gemeinsamen Anschlussstelle „Ostróda Południe“ (Osterode-Süd) der Schnellstraße S 5 (früher Landesstraße 16) und der Schnellstraße 7 (früher Landesstraße 7, die S 7 ist heute auch Europastraße 77). Die S 7 verläuft durch das Dorf Lipowiec, deren beide Teile nun durch eine Brücke verbunden sind. Eine direkte Anbindung an den Bahnverkehr besteht für Lipowiec nicht. Der nächste Bahnhof ist der der Kreisstadt Ostróda.